# Tretton skäl varför (TV-serie)
Tretton skäl varför (originaltitel: 13 Reasons Why) är en amerikansk TV-serie baserad på boken med samma namn av Jay Asher. Serien handlar om Clay Jensen, som får ett paket med sju kassettband inspelade av klasskamraten Hannah Baker, som begått självmord. På banden berättar Hannah att det finns tretton skäl till att hon tagit sitt liv. Alla avsnitt av första säsongen släpptes den 31 mars 2017 på Netflix.
Tretton skäl varför möttes av positiva reaktioner från allmänheten och kritiker. Många hyllade särskilt Dylan Minnette och Katherine Langfords insatser. Utöver det har serien orsakat stor kontrovers på grund av sitt innehåll. Den andra säsongen släpptes 18 maj 2018. I juni 2018 konstaterades det att en tredje säsong av serien skulle släppas 2019. I augusti 2019 förnyades serien för en fjärde och sista säsong som hade premiär den 5 juni 2020.

## Rollista (i urval)

### Huvudroller
- Dylan Minnette – Clay Jensen, seriens huvudperson. Han var förälskad i Hannah när hon levde och blir besatt av att ta reda på vad som fick henne att begå självmord.[6]
- Katherine Langford – Hannah Baker (säsong 1–2; gäst säsong 4), en tonåring på Liberty High som begått självmord och lämnat inspelade ljudkassetter efter sig.[6]
- Christian Navarro – Tony Padilla, Clays bästa vän på Liberty High som försöker hjälpa honom att hantera Hannahs död.[6]
- Alisha Boe – Jessica Davis, en elev som börjar på Liberty High vid samma tidpunkt som Hannah.[6]
- Brandon Flynn – Justin Foley, en elev på Liberty High som kommer från en missbrukande familj och är i ett förhållande med Jessica.[6]
- Justin Prentice – Bryce Walker, en elev från en rik familj som är lagkapten för fotbollslaget på Liberty High.[6]
- Miles Heizer – Alex Standall, en elev på Liberty High, Jessicas före detta pojkvän och en tidigare vän till Hannah.[6]
- Ross Butler – Zach Dempsey, en godhjärtad vän till Justin och Bryce på Liberty High.[6]
- Devin Druid – Tyler Down, en svårt mobbad elev på Liberty High och en ivrig fotograf.[6]
- Amy Hargreaves – Lainie Jensen, Clays advokatmamma som arbetar för firman som representerar Liberty High i Bakers stämning.[7]
- Derek Luke – Kevin Porter (säsong 1–3), studievägledare på Liberty High.[8]
- Kate Walsh – Olivia Baker (säsong 1–3), Hannahs mamma och Andys exmaka, som är fast besluten att hitta sanningen bakom händelserna som ledde till hennes dotters självmord.[8]
- Brian d'Arcy James – Andy Baker (säsong 1–2), Hannahs pappa och Olivias exmake.
- Grace Saif – Ani Achola (säsong 3–4), en ny elev på Liberty som bor i Bryces hus på grund av att hennes mamma är hans morfars vårdare.
- Brenda Strong – Nora Walker (säsong 2–4), Bryces mamma.
- Timothy Granaderos – Montgomery "Monty" de la Cruz (säsong 1–4), en mobbare som är en elev på Liberty High.
- Mark Pellegrino – Bill Standall (säsong 1–4), en biträdande sheriff och Alexs pappa.
- Tyler Barnhardt – Charlie St. George (säsong 3–4), en atlet på Liberty High som är vän med Monty men vänlig.
- Deaken Bluman – Winston Williams (säsong 3–4), den främsta antagonisten i säsong 4. Han är en tidigare Hillcrest-elev som strular med Monty och är rasande när Monty postumt anklagas för Bryces mord, och vet väl att det inte var Monty eftersom han var med Winston natten när Bryce mördades.
- Jan Luis Castellanos – Diego Torres (säsong 4), en karismatisk, aggressiv och mycket lojal ledare för ett uppdelat fotbollslag som kämpar för att förstå förlusten av en av sina spelare.
- Gary Sinise – Dr. Robert Ellman (säsong 4), en medkännande, skarp ungdoms- och familjeterapeut och som arbetar för att hjälpa Clay Jensen att bekämpa ångest, depression och sorg.[9]

### Återkommande roller
- Josh Hamilton – Matt Jensen

- Michele Selene Ang – Courtney Crimsen (säsong 1–4)
- Steven Silver – Marcus Cole (säsong 1–2)
- Sosie Bacon – Skye Miller (säsong 1–2)
- Brandon Larracuente – Jeff Atkins (säsong 1–2)
- Steven Weber – Gary Bolan
- Henry Zaga – Brad (säsong 1)
- Giorgia Whigham – Kat (säsong 1)
- Tommy Dorfman – Ryan Shaver (säsong 1–2; gäst säsong 4)
- Ajiona Alexus – Sheri (säsong 1–2)
- Keiko Agena – Mrs. Bradley (säsong 1–2)
- Joseph C. Phillips – Greg Davis (säsong 1–4)
- Parminder Nagra –  Priya Singh (säsong 2–4)
- Jake Weber –  Barry Walker (säsong 2–3)
- Meredith Monroe –  Carolyn Standall
- Bex Taylor-Klaus – Casey Ford (säsong 3)
- Benito Martinez – Sheriff Diaz
- Raymond J. Barry – Harrison Chatham (säsong 3)
- Reed Diamond – Hansen Foundry

## Produktion

### Utveckling
Universal Studios köpte filmrättigheterna till boken i februari 2011. Selena Gomez var ursprungligen den som var tänkt att spela Hannah Baker. Den 29 oktober 2015 offentliggjordes det att en TV-serie baserad på boken skulle visas på Netflix. Gomez är exekutiv producent för serien. Tom McCarthy regisserade de två första avsnitten.
Den 7 maj 2017 tillkännagavs att Netflix hade förnyat serien för en andra säsong, som släpptes 18 maj 2018.
Den 6 juni 2018 förnyades serien för en tredje säsong, som släpptes 23 augusti 2019.
Den 1 augusti 2019 tillkännagavs att serien hade förnyats för en fjärde och sista säsong, som släpptes den 5 juni 2020.

### Rollbesättning
I juni 2016 rollbesattes Dylan Minnette, Katherine Langford, Christian Navarro, Alisha Boe, Brandon Flynn, Justin Prentice, Miles Heizer, Ross Butler, Devin Druid och Brian d'Arcy James som huvudrollerna. I september rollbesattes Amy Hargreaves, Kate Walsh och Derek Luke. Langford lämnade serien efter den andra säsongen.
I augusti 2017 rollbesattes Jake Weber, Meredith Monroe, Anne Winters, Allison Miller, Samantha Logan, Kelli O'Hara och Ben Lawson för säsong två.

## Mottagande

### Säsong 1
Den första säsongen har fått positiva recensioner, med beröm för skådespeleriet (särskilt för Minnette, Langford och Walsh), regi, berättelse, visuella, förbättringar av källmaterialet och den mogna inställningen till mörka och vuxna ämnen. På Rotten Tomatoes rapporterades ett betyg på 78 procent med en genomsnittlig rankning på 7,14/10, baserat på 63 recensioner. På Metacritic, har den en poäng på 76 av 100 baserat på 17 kritiker, vilket indikerar ”allmänt positiva recensioner”.
Matthew Gilbert från The Boston Globe gav en lysande recension för serien och sa: ”Dramat är känsligt, konsekvent engagerande och, viktigast av allt, man blinkar inte.” Maureen Ryan från Variety hävdar att serien ”utan tvekan är uppriktig, men att den också på många viktiga sätt är kreativt framgångsrik” och kallade den ”helt enkelt en väsentlig visning”.
Skådespeleriet, särskilt Katherine Langford som Hannah och Dylan Minnette som Clay, berömdes ofta i recensioner. Jesse Schedeen från IGN berömde skådespelarna, särskilt Minnette och Langford, och säger: ”Langford lyser i huvudrollen ... [och] förkroppsligar också den optimismen och den djupa sorgen [av Hannah] också. Minnettes Clay är, efter design, en mycket mer stoisk och reserverad karaktär ... och gör ett bra jobb i det som ofta är en svår roll.”

### Sociala konsekvenser
Serien har genererat kontroverser för sin skildring av självmord och självskada, vilket medfört att Netflix lagt till starka rådgivande varningar före första, tolfte och trettonde avsnittet. Skolpsykologer och lärare larmade om serien. Direktören för skolorna i Palm Beach County, Florida rapporterade att föräldrarna på hans skolor hade sett en ökning av självmords- och självskadebeteende hos eleverna och att några av dessa elever ”uttalat samband mellan sitt riskbeteende och Tretton skäl varför”. Den australiensiska ungdomshälsovården för 12–25-åringar, Headspace, utfärdade en varning i slutet av april 2017 för det grafiska innehållet i serien på grund av det ökade antalet samtal de hade mottagit efter serien hade släppts.
Kliniska psykologer, såsom Daniel J. Reidenberg och Erika Martinez, liksom skribenten MollyKate Cline i tidningen Teen Vogue, har uttryckt oro angående risken för självmordssmitta.